# Луцій Лукрецій Триципітін
Лу́цій Лукре́цій Триципіті́н (лат. Lucius Lucretius Triciptinus; ? —після 449 до н. е.) — політичний та військовий діяч Римської республіки, консул 462 року до н. е.

## Життєпис
Походив з патриціанського роду Лукреціїв. Син Тіта Лукреція Триципітіна, консула 508 та 504 років до н. е. Про молоді роки мало відомостей.
У 462 році до н. е. його було обрано консулом разом з Тітом Ветурієм Геміном Цикуріном. Під час своєї каденції з успіхом воював проти племен еквів та вольсків. За це отримав від римського сенату тріумф. 
У 461 році до н. е. намагався врятувати Цезона Квінкція від застосування покарань, накладених народним трибуном Вергінієм. У 459 році до н. е. став міським префектом. Згодом брав участь у складанні законів Римської республіки. У 449 році до н. е. сприяв розпуску Другої колегії децемвірів. Подальша доля Луція Лукреція невідома.

## Родина
Сини:
- Гост Лукрецій Тріціпітін, консул 429 року
- Публій Лукрецій Триципітін, військовий трибун з консульською владою у 419 та 417 роках до н. е.